# Comuna Ștefan cel Mare, Vaslui
Ștefan cel Mare este o comună în județul Vaslui, Moldova, România, formată din satele Bârzești, Brăhășoaia, Călugăreni, Cănțălărești, Mărășeni, Muntenești și Ștefan cel Mare (reședința).

## Prezentare
Comuna Ștefan cel Mare are în componență următoarele sate:
- Ștefan cel Mare, Vaslui
- Bârzești, Vaslui
- Brăhășoaia, Vaslui
- Călugăreni, Vaslui
- Cănțălărești, Vaslui
- Mărășeni, Vaslui
- Muntenești, Vaslui

## Demografie
Componența etnică a comunei Ștefan cel Mare
     Români (94,93%)
     Alte etnii (0%)
     Necunoscută (5,07%)
Componența confesională a comunei Ștefan cel Mare
     Ortodocși (93,96%)
     Alte religii (0,8%)
     Necunoscută (5,24%)
Conform recensământului efectuat în 2021, populația comunei Ștefan cel Mare se ridică la 2.999 de locuitori, în scădere față de recensământul anterior din 2011, când fuseseră înregistrați 3.160 de locuitori. Majoritatea locuitorilor sunt români (94,93%), iar pentru 5,07% nu se cunoaște apartenența etnică. Din punct de vedere confesional, majoritatea locuitorilor sunt ortodocși (93,96%), iar pentru 5,24% nu se cunoaște apartenența confesională.

## Politică și administrație
Comuna Ștefan cel Mare este administrată de un primar și un consiliu local compus din 13 consilieri. Primarul, Mihai Moraru[*], de la Partidul Social Democrat, este în funcție din 2012. Începând cu alegerile locale din 2024, consiliul local are următoarea componență pe partide politice:
|  | Partid                          | Consilieri | Componența Consiliului | Componența Consiliului | Componența Consiliului | Componența Consiliului | Componența Consiliului | Componența Consiliului | Componența Consiliului | Componența Consiliului | Componența Consiliului | Componența Consiliului | Componența Consiliului | Componența Consiliului |
|  | ------------------------------- | ---------- | ---------------------- | ---------------------- | ---------------------- | ---------------------- | ---------------------- | ---------------------- | ---------------------- | ---------------------- | ---------------------- | ---------------------- | ---------------------- | ---------------------- |
|  | Partidul Social Democrat        | 12         |                        |                        |                        |                        |                        |                        |                        |                        |                        |                        |                        |                        |
|  | Alianța pentru Unirea Românilor | 1          |                        |                        |                        |                        |                        |                        |                        |                        |                        |                        |                        |                        |